# اس‌ام‌اس وی۴۶
اس‌ام‌اس وی۴۶ (به انگلیسی: SMS V46) یک کشتی بود که طول آن 79.5 meters بود. این کشتی در سال ۱۹۱۴ ساخته شد.